# シェルボーン・ホテル

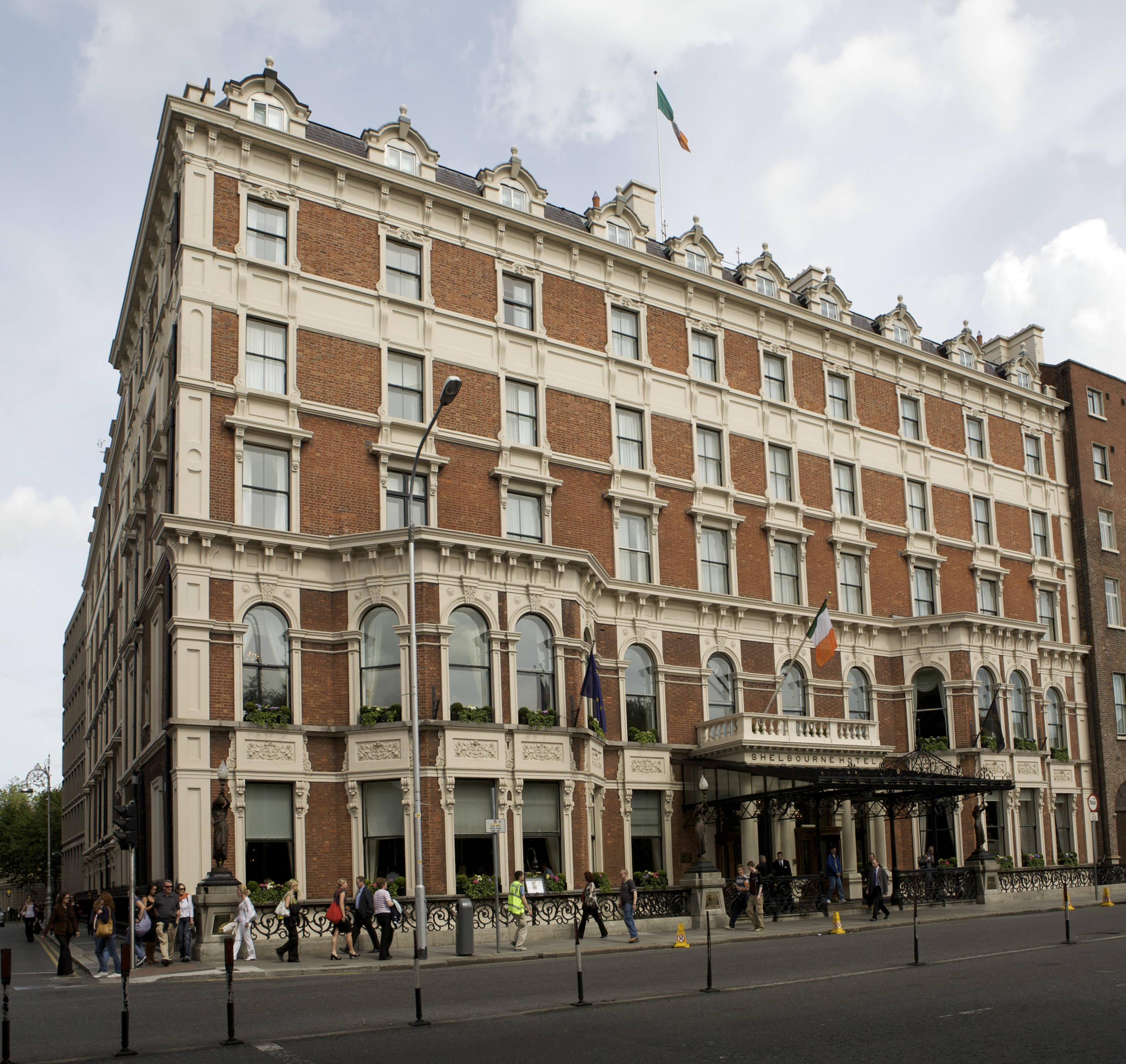
シェルボーン・ホテル、2008年8月撮影。

シェルボーン・ホテル (Shelbourne Hotel) は、アイルランドの首都ダブリンの都市公園「セント・スティーブンス・グリーン」の北側にある高級ホテル。現在はマリオット・インターナショナルが運営しており、18か月かけた改修工事を経て2007年3月に営業再開されて以降は、265室の規模で営業している。マリオットの日本語サイトでは、ザ・シェルボーン・ダブリン・ア・ルネッサンス・ホテル (The Shelbourne Dublin, A Renaissance Hotel) と表記されている。
このホテルを設計したのはジョン・マカーディ (John McCurdy) で、建物の周囲に配置されたヌビアの王女たちと足枷をされた女奴隷たちを描いた4体の銅像は、パリのM・M・バルベゼ (M. M. Barbezet) の工房で鋳造されたものである。

## 歴史

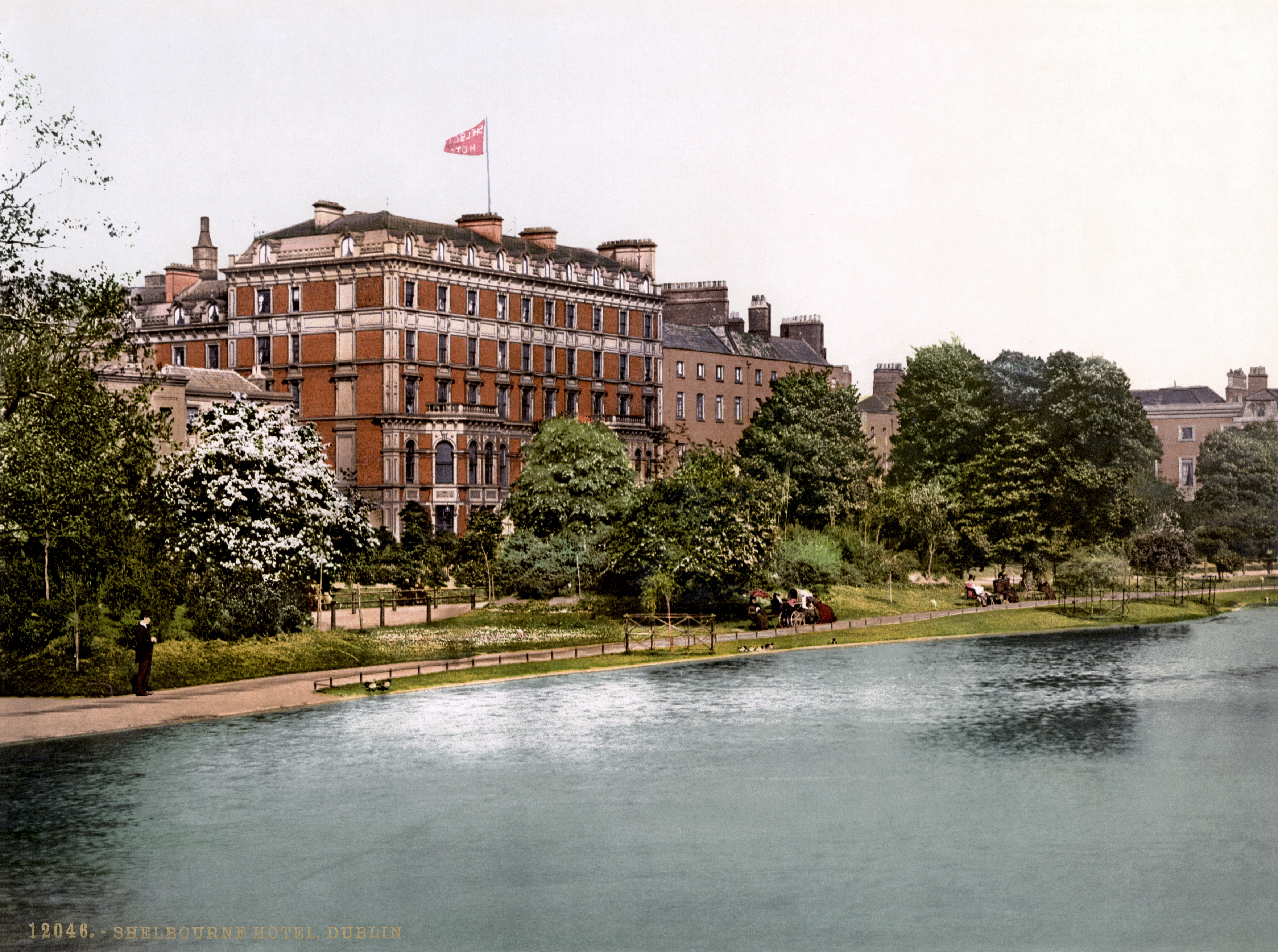
シェルボーン・ホテル、1900年ころ。着色はフォトクロームによる。

シェルボーン・ホテルは、ティペラリー県出身のマーティン・バーク (Martin Burke) が、ヨーロッパ最大級の庭園公園 (garden square) であったダブリンのセント・スティーブンス・グリーンを見下ろす場所に並んでいた3棟のタウンハウスを取得して、1824年に開業した。バークは、この新しいグランドホテルに、第2代シェルバーン伯爵 (Earl of Shelburne) ウィリアム・ペティにちなんで、ザ・シェルボーン (The Shelbourne) と名付けた。
1900年代はじめには、アドルフ・ヒトラーの異母兄アロイス・ヒトラー・ジュニア（アロイス2世）が、ダブリン滞在中にこのホテルで働いていた。
1916年のイースター蜂起の際には、アンドリュース大尉 (Captain Andrews) が指揮する40名のイギリス軍の部隊がホテルを占拠し、マイケル・マリンが率いたアイルランド市民軍と義勇軍に対抗した。別の説明では、ホテルに陣取ったイギリス軍部隊は100名以上で、4月25日の未明から、蜂起側が占拠していたセント・スティーブンス・グリーンに対して機関銃やライフル銃で一斉射撃をおこない、多数の死傷者を出したとされる。
1922年には、アイルランド憲法が112号室で起草され、これにちなんでこの部屋はザ・コンスティテューション・ルーム（The Constitution Room：憲法の部屋）と称されるようになった。
2018年の11月と12月には、欧州サッカー連盟 (UEFA) が、各種のトーナメントにおける組み合わせ抽選をおこなう場所として、このホテルを使用した。
このホテルについては、歴史をまとめた本が2冊あり、エリザベス・ボウエンによる1951年の『The Shelbourne Hotel』と、マイケル・オサリヴァン (Michael O'Sullivan) が、バーナーディン・オニール (Bernardine O'Neill) と共作して1999年にダブリンのブラックウォーター・プレスから出版した『The Shelbourne and its people』がある。
ジェイムズ・ジョイスの『ユリシーズ』の中にも、このホテルへの言及がある (U 15.2994)。